# AllyCAD
AllyCAD – oprogramowanie CAD wykorzystywane do dwuwymiarowego (2D) i trójwymiarowego (3D)  komputerowego wspomagania projektowania (CAD), opracowane przez firmę Knowledge Base z siedzibą w Południowej Afryce, służące do otwierania, przeglądania i edycji oraz tworzenia dokumentacji projektowej w formatach plików dwg, dxf, dgn. Oprócz autorskich rozwiązań oprogramowanie to wykorzystuje biblioteki Teigha ODA stworzone przez Open Design Alliance. Służą one do obsługi plików w formatach DWG/DXF/DGN. Firma Knowledge Base jest jednym z członków ODA.
AllyCAD jest zatwierdzony przez Południowoafrykański Instytut Inżynierii Lądowej (ang. South African Institution of Civil Engineering) i Radę Inżynierii Południowej Afryki (Engineering Council of South Africa) i włączony do programów nauczania na wydziałach inżynierii i projektowania we wszystkich instytucjach szkolnictwa wyższego w Republice Południowej Afryki. Z tego względu AllyCAD jest bardzo popularny w RPA i częściowo w Wielkiej Brytanii. Zgodnie z informacjami producenta AllyCAD jest używany w 40 krajach świata. 
AllyCAD wykorzystywany jest w architekturze, inżynierii lądowej, geodezji oraz inżynierii konstrukcyjnej i mechanicznej.

## Historia
Pierwotny projekt AllyCAD został opracowany przez Paula Harpera. W lutym 1998 roku AllyCAD został zakupiony przez Vincenta Bestera, który opracował pakiet oprogramowania do projektowania infrastruktury inżynieryjnej „Civil Designer” integrujący AllyCAD jako centralny moduł CAD. Elementy „Stardust” i „AllyCAD” zostały połączone, tworząc moduł Design Center, moduły Survey & Terrain i Roads pochodziły ze Stardust, moduły Sewer i Storm były oparte na oryginalnych programach opracowanych przez V. Bestera. Od tego czasu firma Knowledge Base dystrybuuje AllyCAD jako samodzielny pakiet oprogramowania CAD. 

## Wersje
AllyCAD dostępny jest obecnie w trzech wersjach (wszystkie mają pełną funkcjonalność; różni je ograniczenie wielkości obsługiwanego pliku). Najtańszą i zarazem podstawową wersją jest edycja HOME. Służy ona również jako darmowa wersja testowa. Najwyższa wersja AllyCAD PRO nie ma ograniczeń wielkości obsługiwanych plików.
Wersja AllyCAD zawierająca specjalistyczne moduły nosi nazwę Civil Designer. Są to moduły: architektoniczny, geodezyjny, wodnokanalizacyjny, konstrukcyjny, mechaniczny i drogowy.

## Wersje silnika
- wersja 2014[13] – lipiec 2014 – Wprowadzono dynamiczne wymiarowanie. Nowe funkcje kreskowania rysunku. Zwiększono szybkość przerysowywania. Ulepszono funkcje opisów tekstowych.
- wersja 2015[14] – październik 2014 – Poprawiono obsługę splajnów, elementów tekstu wieloliniowego, zmieniono obsługę przyciągania do elementów, rozbudowano obsługę Google Earth.
- wersja 8.0[15] – luty 2016 – Wprowadzono nowy silnik renderingu. Nowe opcje opisów tekstowych. Wprowadził zakładki kart i nowy pasek właściwości.
- wersja 8.1[16] – sierpień 2017 – Wprowadzono nowe opcje wymiarowania. Przyśpieszono działanie funkcji renderingu. Zmodyfikowano funkcje edycji tekstów jedno/wielowierszowych oraz tworzenia brył 3D.
- wersja 8.2[17] – październik 2018 – Dodano nowe funkcje renderingu, dodano funkcje obsługi ekranów dotykowych. Pełna kompatybilność z formatem DWG.
- wersja 8.3[18] – lipiec 2019 – Zaktualizowano moduły: drogowy, geodezyjny, wodny, serwera licencji. Poprawiono funkcje renderingu. Dodano funkcje importu danych z plików PDF.
- wersja 8.4     – sierpień 2020 – Dodano nowe polecenia graficzne. Poprawiono funkcje renderingu. Dodano nowe biblioteki ODA.
- wersja 8.5[19] – sierpień 2022 – Poprawiono funkcje COGO i funkcje edycji tekstów. Dodano nowe biblioteki ODA umożliwiające odczyt i zapis plików IFC. Wprowadzono eksport bezpośredni do plików PDF.